# De Mosselman
De Mosselman ist ein niederländischer Happy-Hardcore-Produzent.

## Leben und Wirken
Sein richtiger Name lautet Sander Scheurwater. Im Jahr 1997 veröffentlichte er das Album Mosselmania, woraus zwei Singles ausgekoppelt wurden, Mossels und Opzij, die beide zu Hits wurden. Mossels war eine Adaption des niederländischen Kinderlieds Zeg ken jij de mosselman, woher sich auch sein Künstlername ableitete. Opzij (in der deutschen Fassung Weg da!) dagegen ist ein Lied von Herman van Veen und Erik van der Wurff aus dessen Kinderfernsehreihe „Die seltsamen Abenteuer des Herman van Veen“.
2010 brachte er eine Parodie auf Ik ben verliefd (Sha-la-lie) heraus, dem niederländischen Beitrag zum Eurovision Song Contest 2010.

## Diskografie
Alben
- 1997: Mosselmania

Singles
- 1997: Mossels
- 1997: Opzij
- 2010: (Ik ben verliefd) Sha-la-lie sha-la-la
- 2011: De engel